# Obafemi Martins
Obafemi Akinwunmi Martins, nigerijski nogometaš, * 28. oktober 1984, Lagos, Nigerija.